# Dialetto alsaziano

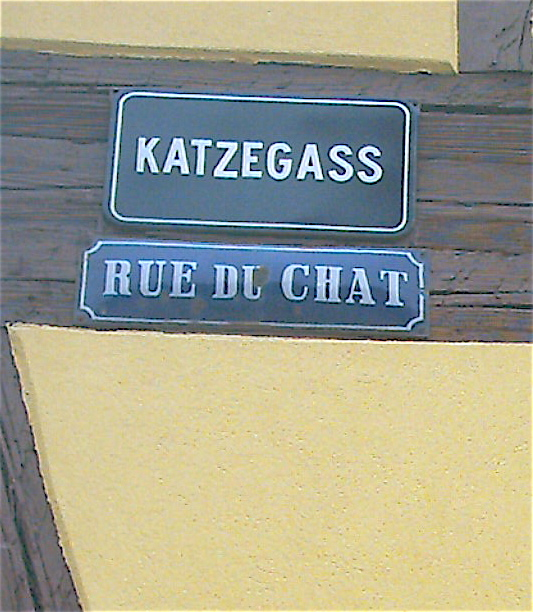
Indicazione bilingue di una via locale ad Erstein, in alsaziano e francese

L'alsaziano (nome nativo Elsassisch, chiamato anche Elsåssisch, Elsässer Dytsch o Elsässerditsch, in tedesco Elsässisch, in francese Alsacien) è un dialetto tedesco parlato in Francia e appartenente al gruppo alemanno. La sua area di diffusione coincide essenzialmente con la regione francese dell'Alsazia e comprende quindi città come Colmar, Strasburgo e Mulhouse.
L'area dell'alsaziano confina con quella del Lothringer Platt (Lorena). Si tratta di un idioma il cui uso va gradualmente scomparendo.

## Uso del dialetto alsaziano
L'interesse di questo dialetto non risiede soltanto nelle sue particolarità dialettologiche, ma anche in quelle sociolinguistiche: si tratta infatti dell'idioma parlato da una minoranza linguistica, nonché di una parlata la cui sopravvivenza è in discussione. Infatti, in Alsazia si parla ormai soprattutto la lingua ufficiale, il francese.
La maggior parte degli alsaziani nati in zona capisce ancora il proprio dialetto regionale. Se una consistente parte della popolazione adulta dichiara di parlare l'alsaziano, è però molto significativo il fatto che questa parlata è poco conosciuta dai giovani. La percentuale dei parlanti in proporzione all'età è infatti rispettivamente: 74% dai 60 anni in su, 54% dai 45 ai 59 anni, 24% dai 30 ai 44 anni, 12% dai 18 ai 29 anni, 3% dai 3 ai 17 anni.
Il tracollo dell'uso di questo dialetto è avvenuto a partire dal primo dopoguerra e si è accelerato negli anni settanta, soprattutto con l'espansione dei mezzi di comunicazione di massa come la televisione. Quest'ultima utilizza solo la lingua ufficiale, appunto il francese, eccezion fatta per alcuni programmi regionali su France 3 Alsace. Anche se in Alsazia è possibile ricevere i programmi in tedesco dalla vicina Germania, la maggior parte dei giovani fa oramai fatica a capirla. Per quanto riguarda la diffusione generale del tedesco, esso è poco compreso già a partire da poco dopo il 1918, data in cui la zona contesa tra Francia e Germania, l'Alsazia-Lorena è passata per l'ultima volta sotto l'amministrazione francese (senza contare il breve periodo di occupazione nazista).
C'è inoltre da ricordare che la tendenza al declino riguarda molto più le regioni urbane che quelle rurali. Inoltre è utilizzato soprattutto nei comuni vicini al confine con la Germania e con la Svizzera, e la percentuale di parlanti diminuisce man mano che aumenta la distanza dal confine di stato.
Una caratteristica essenziale nella costellazione alsaziana è la quasi assenza del tedesco come lingua scritta e come lingua standard. Si tratta di una lingua per la quale in Alsazia non è previsto un vero e proprio utilizzo come idioma locale. È questa una caratteristica che distingue chiaramente la comunità alsaziana da altre minoranze come ad esempio quella germanofona in Alto Adige, dove invece vengono pienamente utilizzati sia il dialetto locale che il tedesco standard. La Francia ha inoltre sempre tenuto a tenere alto il valore della propria lingua nazionale senza invece tutelare le minoranze. Altro fattore da tenere in considerazione è, rispetto ad altre minoranze linguistiche, il venir meno della pratica linguistica per il fatto che i parlanti si riconoscono nell'identità nazionale dello stato in cui vivono (la Francia).
Nonostante tutto, l'alsaziano mostra tutt'oggi maggiore vitalità rispetto ad altri idiomi minoritari in Francia, ad esempio in confronto al bretone.

## Interferenze tra dialetto alsaziano e francese
Un dialetto francese in Alsazia non esiste, invece si utilizza il termine di francese alsaziano (français alsacien). Questo indica non tanto la parlata di persone anziane germanofone che hanno appreso imperfettamente il francese, quanto invece le particolarità linguistiche del francese parlato in zona, che risente comunque degli influssi dell'alsaziano anche in parlanti che non hanno praticamente alcuna conoscenza del dialetto alsaziano. Se l'alsaziano è un idioma in via di estinzione, va d'altro canto detto che esso lascia in ogni caso le sue tracce nella lingua francese sotto forma di substrato. È possibile per esempio sentire, oltre a numerosi termini di origine dialettale, forme del tipo je vais le demander ("domanderò lui") per dire je vais lui demander ("domanderò a lui"); si tratta in questo caso di un calco linguistico dal tedesco alsaziano.

## Caratteristiche
Mutamento consonantico da b a w, e da g a w
- tedesco standard aber (ma,però) , alemanno abber, alsaziano àwwer;

- tedesco standard: Magen (stomaco)/Wagen (auto), alemanno Mage/Wage, alsaziano Mawe, Wawe (anche scritto Wàje);

Com'è facile intuire, l'alsaziano ha subito diversi influssi dal francese, mutuandone diversi termini :
Di seguito un breve elenco comparativo :
| Francese | Alsaziano  | Tedesco     | Italiano    |
| -------- | ---------- | ----------- | ----------- |
| vélo     | Velo       | Fahrrad     | bicicletta  |
| trottoir | Trottwar   | Bürgersteig | marciapiede |
| choisir  | schwasiere | wählen      | scegliere   |

### Comparazione fra le diverse varietà
Dialetto di Strasburgo
"S’isch kalt drüsse, isskalt! Un wenn von de Kerichühre d’Schläg erab rolle, verkleppere se in de Stross und verfahre wie d’Isszäpfe, wie sich von Büchieslidach leese und ins gefrorene Dräckgräwel falle. S’isch still, drüsse, isstill! Isszäpfe hänge vom Büchhieseldach erunter, dick wie Glockeseil! Un manchmol, ganz ploetzlig, weisch nit worum, bekummt einer s’Iwergwicht un fallt sänkrächt in de Schnee, wie n’r versinkt und numm noch a Loch losst in de Schneekruscht. Un es rennt d’r e kalter Schücker de Buckel nunter… vor dem dursichtige, spitzige, gschliffene Dolch. Un dee Schneekruscht splitert uff wie de Glasürzucker, wenn me de Neujohrskueche anschnied."'

DIaletto di Sélestat
"Liewi Frend, schon 20 Johr han mer ein Ziel un ein Ideàl: die Verteidigung un die Ferderung vu unsera elsasserditsch Sproch un Kultur. Mer han schon alles Megliga gemàcht: Bettschrefta, Manifestationa en Strossburg, Colmar, Melhüsa, Unterschrefta gsàmmelt, Theater gspelt, Vortraj un Stammtesch organisi(ea)rt, Fierunga en Dorf un Stadt, Dechterowa, Radiosandunga sogàr Tele-Sandunga, 10 Johr làng jede Wuch a Elsasser-Stub em College vu Ingersheim, ja sogar Strossasänger en Colmar met der Schnetzelbànk usw. Alla dana Persona, da vergàngena wia da jetziga Komiteemetglieder, sowie alla „Heimetsproch“-Metglieder, besonders Eich liawi Frend, wo emmer so zàhlrich an unseri Generàlversàmmlung komma: a grossa Dànk un vergalt’s Gott! Merci vielmol, merci, dàss Ehr àlli kumma sen, von St. Louis  bis Hàgenau!"'
Dialetto del Kaiserstuhl
"Liewi Freind, schu 20 Johr hämmr ei Ziel un ei Ideal: d’ Verteidigung und d’ Ferderig vu unsera elsässerditsch Sproch un Küldür. Mr hän schu alls meglige gmacht: Bittschrifde, Manifeschdatione in Schdroosburg, Colmar, Milhüse, Underschrifde gsammlet, Theader gschbield, Vorträg und Schdammdisch organisiert, Fierige in Dorf un Schdad, Dierchderowene, Radiosändige sogar im Färnseh simmer scho gsi. 10 Johr lang jedi Wuch ne Elsässer Schdube im College vu Ingersheim, jo sogar Schdroosesänger in Colmar mit nere Schnitzelbank un so widder. Allene däne Persone, dr freijere wia dr jetzige Komiteemitglieder, wie allene „Heimetsproch“-Mitglieder, bsunders Eich liebi Freind, wu alliwiil so zahlriich an unsri Generalversammlig kumme: ne große Dank und vergäld’s Godd! Dankscheen viemol, dankscheen, dass’r alli kumme sin, vu St. Louis bis Hagenau!"
Dialetto di Munster
"Liawi frend, For zwanzig johr ham’r ùns s’Zil un Ideàl gsetzt : d’Elsassìsch sproch ùn kültür zù ferdaidiga ùn ferdera. Mer han schon àles Meiliga gmàcht: Bettschrefda, Mànifestationa en Strossborìg, Kolm’r, Melhüsa, Unterschrefta gsàmmelt, Theàd’r gspelt, Vortraj àn Stàmmdesch organisi(ea)rt, Fiarùnga en Derf’r ùn Staadt, Dechd’rowa, Radiosandùnga sogàr Tele-Sandùnga, 10 Johr làng jedi Woch a Elsass’r-Stub em College vu Engersa, ja sogar Strossasang’r en Kolm’r met der Schnetzelbànk usw. Àla dana Persona, d’r fergàngena wia da jetziga Komiteemetgled’r, sowia alli „Heimetsproch“-Metgliad’r, bsonders Eich liawi Frend, wo emmer so zàhlrich an ùnseri Generàlfersàmmlùnga komma: a gross mersi ùn fergalt’s d’r Gott! Merci fielmol, merci, dàss Ehr àlli kùmma sen, von St. Louis bis Hojianoï!"

Tedesco standard
"Liebe Freunde, schon 20 Jahre haben wir ein Ziel und ein Ideal: die Verteidigung und die Förderung unserer elsässerdeutschen Sprache und Kultur. Wir haben schon alles Mögliche unternommen: Bittschriften, Manifestationen in Straßburg, Colmar, Mülhausen, Unterschriften gesammelt, Theater gespielt, Vorträge und Stammtische organisiert, Führungen durch Dorf und Stadt, Dichterabende, Radiosendungen, sogar Fernsehsendungen. 10 Jahre lang jede Woche eine "Elsässer Stube" im Collège von Ingersheim, ja sogar Straßensänger in Colmar mit einer Schnitzelbank und so weiter. All den Personen, den früheren wie den heutigen Komiteemitgliedern, sowie all den „Heimetsproch“-Mitgliedern, besonders Ihnen, liebe Freunde, die Sie immer so zahlreich zu unserer Generalversammlung kommen: einen großen Dank und vergelt’s Gott! Dankeschön vielmals, dankeschön dass Sie alle gekommen sind, von Saint-Louis bis Hagenau!"

## Alcuni esempi
Il lessico alsaziano ricorda le parlate alemanne delle zone germanofone vicine, come quelle della Svizzera tedesca o della zona storica del Baden, in Germania. La differenza più importante tra l'alsaziano e queste regioni (soprattutto la seconda) è la povertà di influssi da parte del tedesco come lingua standard scritta in Alsazia, il che ha permesso la conservazione di parole considerate altrove arcaiche o comunque desuete. 
Segue una comprazione con vari dialetti tedeschi. 
| Francese     | Alsaziano meridionale (Alto Reno) | Alsaziano settentrionale (Basso Reno) | Svizzero tedesco | Tedesco standard | Svevo  | Lussemburghese | Tedesco della Pennsylvania |  |
| ------------ | --------------------------------- | ------------------------------------- | ---------------- | ---------------- | ------ | -------------- | -------------------------- |  |
| maison       | 's Hüss                           | 's Hüs                                | Huus             | Haus             | Hous   | Haus           | Haus                       |  |
| bruyant      | lütt                              | lüt                                   | luut             | laut             | lout   | haart          | laut                       |  |
| gens, peuple | d' Litt                           | d' Lit                                | Lüt              | Leute            | Leid   | Leit           | Leit                       |  |
| aujourd'hui  | hìtt                              | hit                                   | hüt              | heute            | heid   | haut           | heit                       |  |
| beau         | scheen                            | scheen                                | schö(n)          | schön            | sche   | schéin         | schee                      |  |
| terre        | d' Arda                           | d' Erd                                | Ärd(e)           | Erde             | Erd    | Äerd           | Erd                        |  |
| brouillard   | d'r Nawel                         | de Näwwel                             | Näbel            | Nebel            | Nebl   | Niwwel         | Newwel                     |  |
| eau          | 's Wàsser                         | 's Wàsser                             | Wasser           | Wasser           | Wasser | Waasser        | Wasser                     |  |
| homme        | d'r Mànn                          | de Mànn                               | Maa              | Mann             | Mà     | Mann           | Mann                       |  |
| manger       | assa                              | esse                                  | ässe             | essen            | essa   | iessen         | esse                       |  |
| boire        | trìnka                            | trinke                                | trinkche         | trinken          | trenka | drénken        | drinke                     |  |
| petit        | klei                              | klein,klaan,klëën                     | chl(e)i          | klein            | kloi   | kleng          | glee                       |  |
| enfant       | 's Kind                           | 's Kind                               | Chind            | Kind             | Kind   | Kand           | Kind                       |  |
| jour         | d'r Tàg                           | de Dàà                                | Dag              | Tag              | Dàg    | Dag            | Daag                       |  |
| femme        | d' Fràui                          | d'Frau                                | Frou,Frau        | Frau             | Frau   | Fra            | Fra                        |  |

L'alsaziano ha inoltre mutuato molti termini dal francese e dallo yiddish. Si riportano in quanto segue alcune espressioni correnti: 
- Buschur = buongiorno (dal francese bonjour);
- Salü = ciao (dal francese Salut);
- Wie heisch dü ? = come ti chiami ? (dal tedesco Wie heißt du ?);
- Ìch heiß.../Ich heisch... = Mi chiamo ... (dal tedesco Ich heiße ...');
- Or'var = Arrivederci (dal francese au revoir);

## Nomi delle città alsaziane
| Nome francese          | Nome tedesco          | Nome alsaziano       |
| ---------------------- | --------------------- | -------------------- |
| Cernay                 | Sennheim              | Sanna                |
| Colmar                 | Kolmer                | Colmer               |
| Guebwiller             | Gebweiler             | Gàwiller             |
| Haguenau               | Hagenau               | Hajenöi              |
| Mulhouse               | Mülhausen             | Milhüsa              |
| Saint-Louis            | Sankt Ludwig          | Saint-Louis          |
| Strasbourg             | Straßburg             | Strossburi           |
| Thann                  | Tann                  | Dànn                 |
| Schiltigheim           | Schiltigheim          | Schelige             |
| Molsheim               | Molsheim              | Molse                |
| Illkirch-Graffenstaden | Illkirch-Grafenstaden | Illkirch-Gràffestàde |
| Sélestat               | Schlettstadt          | Schlettstàdt         |